# Baar ZG
| ZG ist das Kürzel für den Kanton Zug in der Schweiz. Es wird verwendet, um Verwechslungen mit anderen Einträgen des Namens Baar zu vermeiden. |

Baar ist eine politische Gemeinde des Kantons Zug in der Schweiz.

## Geographie
Baar liegt nördlich der Stadt Zug auf 443 m ü. M. Baar wird von Ost nach West von der Lorze in einem grossen Bogen umflossen, welche im Ägerisee entspringt und in den Zugersee mündet, von dem sie weiter in die Reuss fliesst. Der Hausberg ist die nordöstlich gelegene Baarburg.

### Ortschaften
Das Zentrum der Gemeinde Baar bildet die gleichnamige Ortschaft, das weitläufige Gemeindegebiet umfasst zudem die drei Siedlungen Allenwinden, Blickensdorf und Inwil, den Weiler Deinikon und weitere Einzelhöfe.
Allenwinden
Die Ortschaft Allenwinden (705 m ü. M.) liegt südöstlich von Baar am Zugerberg und ist Wohnort von etwa 1'250 Menschen.
Blickensdorf
Die Ortschaft Blickensdorf (441 m ü. M.) liegt nordwestlich von Baar, jenseits der Lorze. Sie war Geburtsort des späteren Zürcher Heerführers und Bürgermeisters Hans Waldmann (1435–1489) (Hans-Waldmann-Haus im Ortszentrum). Hier wohnen etwa 2000 Menschen.
Deinikon
Der Weiler Deinikon besteht aus einer Gruppe von Einzelhöfen und liegt in der Ebene nördlich von Baar und am westlich gelegenen Abhang bis zum Hof Deibüel hinauf.
Inwil bei Baar
Die Ortschaft Inwil (443 m ü. M.) liegt südöstlich von Baar am Fuss des Zugerbergs, in unmittelbarer Nähe zur Stadt Zug. Hier leben momentan etwa 4000 Einwohner.
Neuägeri
Die Streusiedlung Neuägeri gehört mehrheitlich zur Gemeinde Unterägeri mit kleineren Anteilen der Gemeinden Baar – an ihrem südöstlichsten Zipfel – Menzingen und Zug. Der Weiler liegt an der Hauptstrasse Unterägeri–Zug, die in diesem Abschnitt parallel zur Lorze verläuft und bildet einen lokalen Verkehrsknotenpunkt.
Sihlbrugg Dorf
Der Weiler Sihlbrugg ist ein Strassenverkehrsknotenpunkt und verteilt sich auf die vier Gemeinden Neuheim, Baar, Hausen am Albis und Horgen. Er liegt auf dem Baarerboden, nordöstlich von Baar und dem Hof Walterswil, jenseits der Wasserscheide zwischen Sihltal und Lorzetal. Der Bahnhof Sihlbrugg Station liegt einige Kilometer nördlich an der SBB-Strecke Thalwil-Zug zwischen dem Albis- und dem Zimmerbergtunnel und ist Ausgangs- bzw. Endpunkt der Sihltalbahn (über Adliswil nach Zürich). Hier leben nur wenige Menschen, vor allem befinden sich hier Autogaragen, Gewerbe und Büroräumlichkeiten.
Walterswil
Der Hof Walterswil (513 m ü. M.) liegt am Baarerboden, nordöstlich von Baar und nördlich am Fuss der Baarburg. Der Hof wurde im Jahre 1629 vom Kloster Wettingen gekauft und zu einem regional bedeutenden Bad ausgebaut, welches über 200 Jahre bestand und zugleich ein Marienwallfahrtsort war. Um das Jahr 1750 zog sich das Kloster Wettingen zurück. Das Bad verfiel, der Hof blieb bestehen. Im Jahr 1900 kaufte das Priesterkapitel Zürich Walterswil von Carl Anton Steiner und richteten ein katholisches Kinderheim für Zürcher Mädchen und Knaben ein. Für den Betrieb verantwortlich waren die Schwestern vom Kloster Heiligkreuz in Cham. 1946 wurde der Verein Kinderheim Walterswil gegründet, 1972 Grund und Gebäude in die Stiftung Don Bosco Walterswil überführt. Heute befindet sich in Walterswil die International School of Zug and Luzern.

### Flora und Fauna
Die Wälder der Gemeinde Baar sind Mischwälder, die bekanntesten sind die Baarburg und die Wildenburg. Die Baarburg liegt nordöstlich des Stadtzentrums, die Wildenburg im Südosten beim Dorf Allenwinden.
Ein sehr grosser Wald ist das Lorzentobel, welcher sich entlang der Lorze zieht. Weitere Wälder sind die Ruggeren, der Hintersattel, das Chugelrüti, Hegi, der Deiniker Wald, der Schönbüelwald und Teile des Steinhausenerwald. Des Weiteren gibt es zahlreiche kleinere Wäldchen, wie die Bachtalen.
Die Fauna der Gemeinde Baar entspricht derjenigen des übrigen Kantons Zug.

## Geschichte

Historisches Luftbild aus 500 m von Walter Mittelholzer von 1919

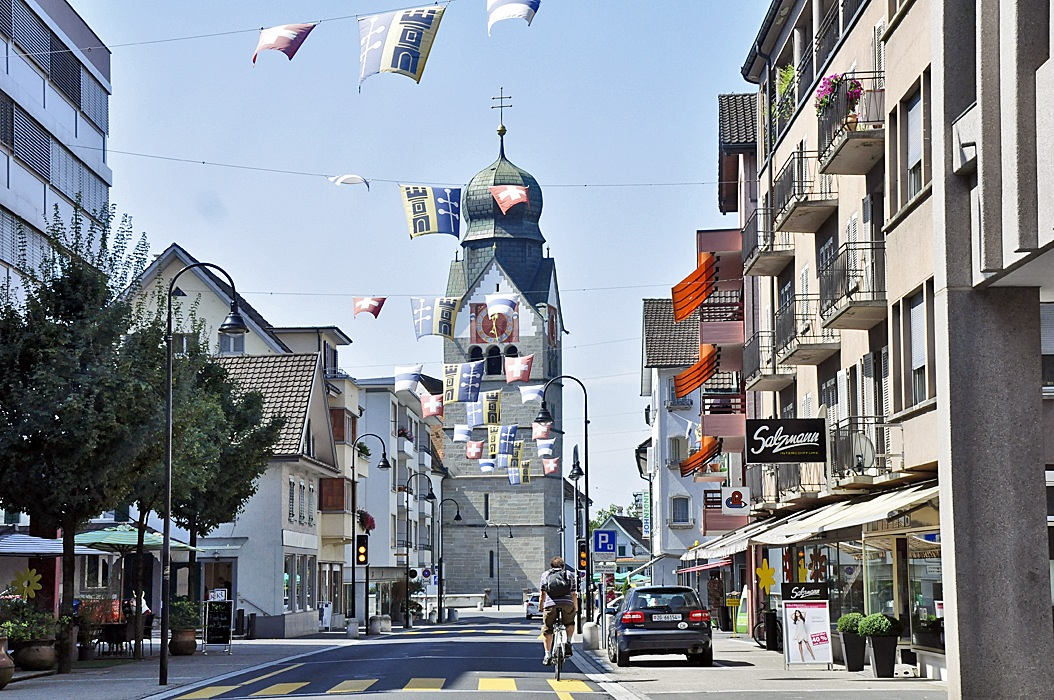
Dorfstrasse und Pfarrkirche St. Martin

Die ältesten Spuren, die man von Siedlern in Baar fand, sind über 4'700 Jahre alt. Es handelt sich dabei um ein Grubenhaus aus der schnurkeramischen Kultur. 2022 wurde bei Baggerarbeiten ein Grab eines Mannes aus der Jungsteinzeit freigelegt, dessen Alter auf 4500 Jahre bestimmt wurde.
Bereits 500 v. Chr. betrieben die Kelten in dieser Region Handel mit dem Mittelmeerraum. Ihre Siedlung erbauten sie auf der Baarburg. Diese wurde mit einem Holz-Erde-Wall geschützt. In den Jahren 100 v. Chr. bis 400 n. Chr. hatte die römische Kultur starken Einfluss auf Baar. Dies bezeugen die noch heute existierende Kirche St. Martin im Zentrum von Baar und mehrere Fundstücke wie römische Münzen und Relikte von Hypokausten. Im 6. und 7. Jahrhundert wanderten Alemannen in die Region ein. In den darauf folgenden Jahrhunderten wurde Baar zunehmend christianisiert.
Der Ortsname ist 1045 als Barra ersterwähnt. Er geht auf die keltische Siedlung auf der Baarburg zurück und bedeutet ‹Spitze, Anhöhe›.
Um 1200 begannen die Hünenberger, die Lehnsherren der Habsburger waren, mit dem Bau der Wildenburg. Von dort aus kontrollierten sie die Region Baar. Im Jahr 1228 verkauften die Habsburger den Hof Baar an das Kloster Kappel am Albis. 80 Jahre später kauften die Herren von Hünenberg den Turm von Baar, welcher heute nicht mehr existiert und seit 1942 auf dem Gemeindewappen verewigt ist. 1352 tritt Baar dem Bund der Eidgenossen bei. Hans Waldmann, der später als Heerführer und Bürgermeister von Zürich bekannt wurde, wurde 1435 in Blickensdorf geboren. Noch heute sind viele Gebäude nach ihm benannt, so zum Beispiel die „Waldmannhalle“, das „Restaurant Hans Waldmann“ (abgerissen) und die „Hans-Waldmannstrasse“.
Im 16. Jahrhundert war Baar von den religiösen Unruhen, welche durch die Reformation ausgelöst wurden, geprägt. Im Jahre 1526 kaufte sich Baar vom Kloster Kappel los. Drei Jahre später kam es zum ersten Kappelerkrieg zwischen den evangelischen und katholischen Orten in der Schweiz. Der Konflikt wurde mit einer Milchsuppe („Kappeler Milchsuppe“) geschlichtet. Rund zwei Jahre später brach der Konflikt aber erneut aus und es kam zum zweiten Kappelerkrieg. Während der erste Krieg friedlich verlief, kam es beim zweiten zu kriegerischen Handlungen. Am 11. Oktober 1531 fiel Ulrich Zwingli, der Anführer der Reformierten, in der Schlacht bei Kappel und 24. Oktober kam es zur entscheidenden Schlacht am Gubel, in der die Katholiken siegten. Knapp einen Monat später kam es zum Friedensvertrag zwischen den Oppositionellen. Bis heute erinnert in Deinikon das dortige Friedenskreuz.

## Wappen
Baar war die erste Gemeinde des Kantons, die ein eigenes Siegel besass. Es findet sich auf einem Aktenstück des Kantonsarchivs vom 19. November 1738 und zeigt das mit der Majuskel B belegte Kantonsschild. Später erscheint ein grösseres Siegel mit dem gleichen Wappen; dieser Stempel ist heute noch vorhanden und befindet sich im Besitz der Bürgergemeinde. Das heutige Wappen ist neueren Datums und wurde von Eugen Hotz gestaltet. Die Bürgergemeindeversammlung vom 9. August 1942 genehmigte die Neuschöpfung. Die Gemeindeversammlung vom 17. Mai 1942 hat den Gemeinderat ermächtigt, das von der Bürgergemeinde beschlossene Wappen zu übernehmen.
Blasonierung
 Gespalten; vorne in Gold (Gelb) ein schwarzer Turm mit drei Zinnen, hinten in Blau ein schwebendes silbernes (weisses) Patriarchenkreuz/Lothringer Kreuz
Der Turm bezieht sich auf das Wappen der Herren von Baar, das Kreuz auf das Wahrzeichen des Turmes der Pfarrkirche St. Martin.

## Bevölkerung
Die Bevölkerungszahl der Gemeinde wuchs mit Ausnahme der Zeit zwischen 1768 und 1798 stetig. In der Nachkriegszeit setzte ein verstärktes Bevölkerungswachstum ein (1950–1970: +101,3 %). Im Jahrzehnt zwischen 1970 und 1980 flachte dieses Wachstum ab, um danach wieder anzusteigen (1990–2020: +52,9 %). Somit hat sich die Einwohnerzahl seit 1850 mehr als verzehnfacht (1850–2020: +952,3 %). Dies ist typisch für den Kanton Zug, der wegen der tiefen Steuern und der Nähe zu Zürich in den Jahren seit 1945 ein enormes Bevölkerungswachstum erlebt.
Quellen: Volkszählungen in der Schweiz vor 1850; Bevölkerungsentwicklung der Gemeinden 1850–2000; 2010 ESPOP, 2020 STATPOP

### Sprachen
Die Alltagssprache ist Schweizerdeutsch, eine hochalemannische Mundart. Hinzu kommen Sprachen der Zugewanderten aus anderen Sprachgebieten der Schweiz und dem Ausland.

### Religionen – Konfessionen
In früheren Zeiten war die gesamte Bevölkerung Mitglied der römisch-katholischen Kirche. Von den 2346 Einwohnern im Jahr 1850 waren 2339 oder 99,70 % katholische und 7 oder 0,30 % reformierte Christen. Bei der letzten klassischen Volkszählung im Jahr 2000 waren von den 19.407 Bewohnern 11.961 oder 61,63 % katholische und 3081 oder 15,88 % reformierte Christen. Daneben gab es 995 Muslime und 750 orthodoxe Christen. Bereits 1455 Personen waren konfessionslos und 856 Menschen machten keine Angaben zu ihrer Konfession.
Die beiden Landeskirchen verlieren rasant Mitglieder. Im Jahr 2022 gehörten (laut Berechnungen des Bundesamts für Statistik) nur noch 44,7 % der Bevölkerung zur Katholischen Kirche und 10,6 % zur Evangelisch-Reformierten Landeskirche. Die Zahl der Konfessionslosen und Muslime ist seit der letzten klassischen Volkszählung 2000 stark gewachsen. Zusammen mit Christen ausserhalb der Landeskirchen, weiteren nichtchristlichen Glaubensgemeinschaften und Konfessionslosen stellen sie 44,7 % der Einwohnerschaft.

### Herkunft – Nationalität
Von den Ende 2022 24.996 Personen waren 17.146 Schweizer Staatsangehörige und 7850 (31,4 %) Menschen anderer Staatsangehörigkeit. Die grössten Zuwanderergruppen kommen aus Deutschland (1121 Menschen), Italien (957), Portugal (590), dem Vereinigten Königreich (373), der Türkei (337), dem Kosovo (297), Spanien (236), Kroatien (233), Frankreich (232), Nordmazedonien (225) sowie Polen (219).

### Altersstruktur
Die Gemeinde zählt einen hohen Anteil an Leuten im mittleren Alter. Während der Anteil der Personen unter zwanzig Jahren 19,66 % der Ortsbevölkerung ausmacht, sind 17,49 % Senioren (65 Jahre und älter). Die grösste Altersgruppe stellen mittlerweile die Personen zwischen 45 und 59 Jahren. Im Jahr 2000 war es noch die Altersgruppe von 30 bis 44 Jahren. Grund dafür ist die Alterung der Generation der Babyboomer (Jahrgänge bis 1965). Auf 100 Leute im arbeitsfähigen Alter (20–64 Jahre; 15.709 Personen) entfallen 31 Junge (4914 Personen) und 28 Menschen (4373 Personen) im Pensionsalter.
Die aktuelle Altersverteilung zeigt folgende Tabelle:
| Alter                                                             | 0–6 Jahre | 7–15 Jahre | 16–19 Jahre | 20–29 Jahre | 30–44 Jahre | 45–59 Jahre | 60–79 Jahre | 80 Jahre und mehr | Einwohner |
| Anzahl                                                            | 1791      | 2201       | 922         | 2642        | 5721        | 5727        | 4729        | 1263              | 24.996    |
| Anteil                                                            | 7,17 %    | 8,81 %     | 3,69 %      | 10,57 %     | 22,89 %     | 22,91 %     | 18,92 %     | 5,05 %            | 100 %     |
| Quelle: Bundesamt für Statistik, Bevölkerung nach Alter Ende 2022 |           |            |             |             |             |             |             |                   |           |

## Politik

### Gemeinderat
Der Gemeinderat besteht aus sieben Mitgliedern und ist wie folgt aufgestellt:
- Walter Lipp (Die Mitte): Gemeindepräsident; Präsidiales / Kultur
- Zari Dzaferi (SP): Bauvorstand
- Sonja Zeberg (FDP): Liegenschaften / Sport
- Barbara Schmid-Häseli (Die Mitte): Soziales / Gesellschaft
- Mark Gustavson (FDP): Schulpräsident
- † Pirmin Andermatt (Die Mitte): Finanzen / Wirtschaft
- Hans Küng (SVP): Sicherheit / Werkdienst

### Kantonsratswahlen
Bei den Kantonsratswahlen 2022 des Kantons Zug betrugen die Wähleranteile in Baar: SVP 24,51 %, Die Mitte 23,07 %, FDP 19,77 %, Alternative Liste Grüne ALG 12,36 %, SP 11,88 %, glp 7,27 % und EVP 1,14 %.

### Nationalratswahlen
Bei den Schweizer Parlamentswahlen 2019 betrugen die Wähleranteile in Baar: SVP 28,2 %, Die Mitte 22,7 %, GPS 19,7 %, FDP 13,3 %, SP 16,0 %, glp 3,4 %.

## Wirtschaft
Landwirtschaft und Handwerk waren lange die Hauptwirtschaftszweige in Baar. Im 19. Jahrhundert kamen Industriebetriebe hinzu. Nach dem Zweiten Weltkrieg wuchs der Sektor 3 (Dienstleistungsunternehmen) immer stärker. Die Mehrheit der Beschäftigten arbeitete 2021 in Dienstleistungsunternehmen (Sektor 3). Danach folgte der Bereich Industrie und Gewerbe (Sektor 2). Der lange Zeit dominierende Bereich Landwirtschaft/Forstwirtschaft/Fischerei (Sektor 1) hat nur noch untergeordnete Bedeutung. Die Zahlen für die drei Sektoren sehen wie folgt aus:
|                                          | 1. Sektor | 1. Sektor    | 1. Sektor         | 2. Sektor | 2. Sektor    | 2. Sektor         | 3. Sektor | 3. Sektor    | 3. Sektor         | Total    | Total        | Total             |
|                                          | Betriebe  | Beschäftigte | Vollzeit- stellen | Betriebe  | Beschäftigte | Vollzeit- stellen | Betriebe  | Beschäftigte | Vollzeit- stellen | Betriebe | Beschäftigte | Vollzeit- stellen |
| Anzahl                                   | 71        | 216          | 143               | 457       | 4293         | 3844              | 3419      | 21.939       | 17.143            | 3947     | 26.448       | 21.131            |
| Anteil                                   | 1,80 %    | 0,82 %       | 0,68 %            | 11,58 %   | 16,23 %      | 18,19 %           | 86,62 %   | 82,95 %      | 81,13 %           | 100 %    | 100 %        | 100 %             |
| Quelle: Bundesamt für Statistik, STATENT |           |              |                   |           |              |                   |           |              |                   |          |              |                   |

Die Anzahl der männlichen übersteigt die Anzahl der weiblichen Beschäftigten deutlich. Der Grund dafür ist die höhere Erwerbsquote unter den Männern. Eine klar überwiegende Mehrheit der Teilzeitarbeitsverhältnisse werden von Frauen besetzt.
|                                          | 1. Sektor    | 1. Sektor         | 2. Sektor    | 2. Sektor         | 3. Sektor    | 3. Sektor         | Total        | Total             |
|                                          | Beschäftigte | Vollzeit- stellen | Beschäftigte | Vollzeit- stellen | Beschäftigte | Vollzeit- stellen | Beschäftigte | Vollzeit- stellen |
| Frauen                                   | 77           | 38                | 1033         | 766               | 10.038       | 6836              | 11.148       | 7640              |
| Männer                                   | 139          | 105               | 3260         | 3078              | 11.901       | 10.307            | 15.300       | 13.491            |
| Quelle: Bundesamt für Statistik, STATENT |              |                   |              |                   |              |                   |              |                   |

Firmen, die ihren Hauptsitz oder ihre Landesvertretung in Baar haben:
- Royal Dutch Shell
- Ascom Holding
- Glencore
- Völkl
- Gidor
- Sika AG
- Danzer Group
- Partners Group
- Alfred Müller AG
- Blackstone Resources AG
- Red Bull
- Schiller AG
- Veeam Software

## Verkehr
Durch Baar verläuft der Abschnitt Zürich–Zug der Hauptstrasse 4. Nordwestlich von Baar verläuft auf Gemeindegebiet auf der früheren Linie des Flusslaufs der Lorze die Autobahn A14, westlich von Baar beim gleichnamigen Autobahnanschluss verlässt sie das Gemeindegebiet.

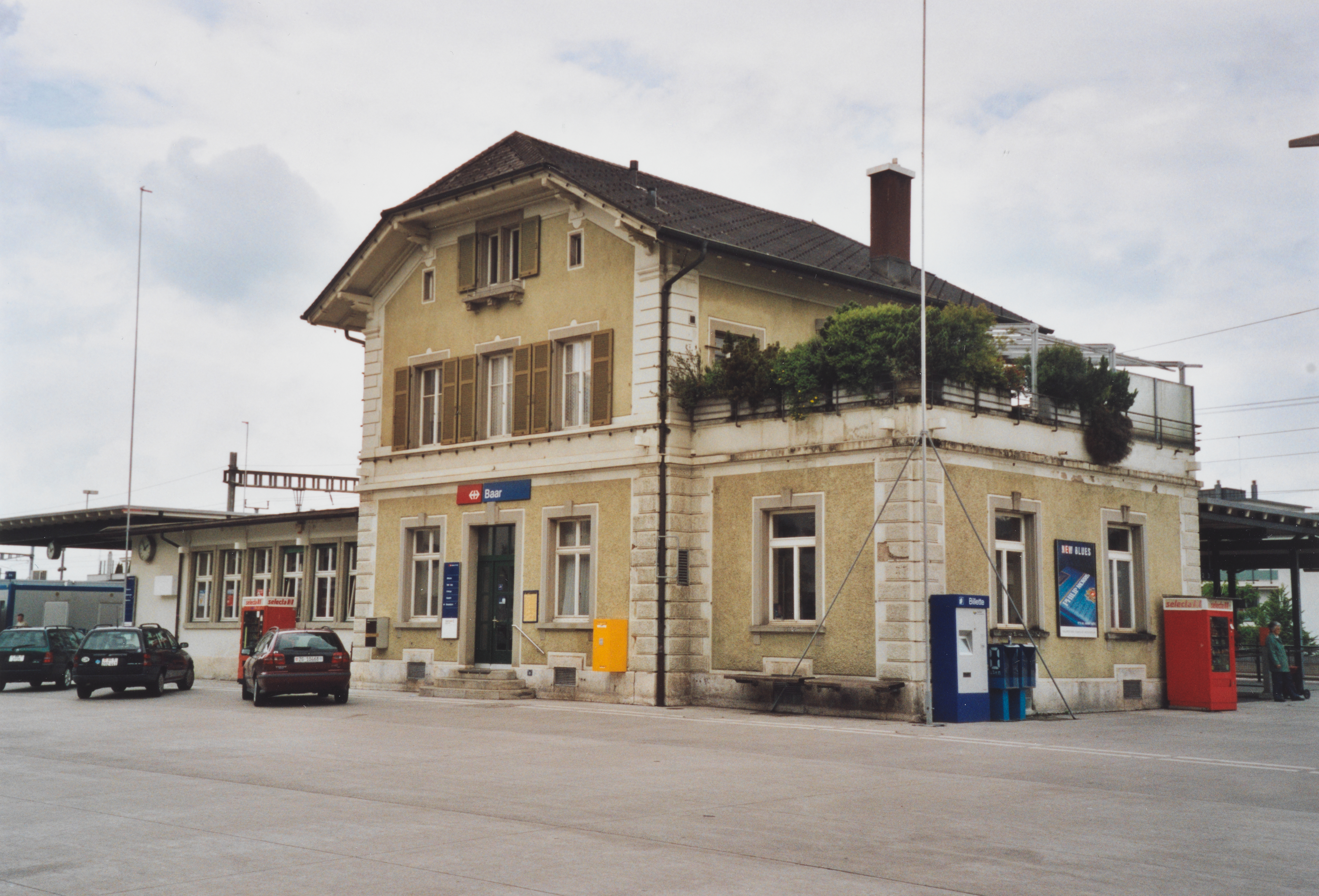
Stationsgebäude Baar (2005)

Der mitten in der Ortschaft Baar gelegene, gleichnamige Bahnhof liegt an der Eisenbahnstrecke Thalwil–Zug, die 1897 von der Schweizerischen Nordostbahn (NOB) als Teil des Zürcher Gotthardbahn-Zubringers eröffnet wurde. Die Strecke zweigt in Thalwil von der Linksufrigen Seebahn ab und erreicht Baar via Sihlbrugg Station im Norden durch den einspurigen Albistunnel; im Süden führt die Strecke in den Bahnhof Zug. Der Bahnhof (samt den Strecken) ging 1902 an die Schweizerischen Bundesbahnen (SBB) über und wird heute von Zügen der S-Bahn Zürich (seit 1990) und der Stadtbahn Zug (seit Dezember 2004) bedient. Zusammen mit der Betriebsaufnahme der Stadtbahn Zug wurden auf dem Gemeindegebiet auch die beiden Haltestellen Baar Neufeld und Baar Lindenpark erstellt. 2007 wurde das alte Bahnhofsgebäude durch ein modernes ersetzt.
Den regionalen Busverkehr betreiben seit 1951 die Zugerland Verkehrsbetriebe. Der Vorgängergesellschaft Elektrische Strassenbahnen im Kanton Zug (ESZ) betrieb zwischen 1913 und 1953 eine Überland-Tramstrecke, die Baar auch bediente.

## Bildung
Die Gemeinde Baar verfügt über 14 Kindergärten, sieben Primarschulen und zwei Oberstufenschulhäuser (Sternmatt 2 und Sennweid). Davon verfügen die Ortschaften Inwil und Allenwinden über je einen eigenen Kindergarten und eine Primarschule.
Die Oberstufenschüler, die das Gymnasium der Kantonsschule Zug besuchen, müssen dafür in die Nachbargemeinde Zug.

### Lernende mit Schulort Baar
| Schuljahr (2022/2023) | Kindergarten | Primarschule | Sekundarstufe I | Gesamthaft |
| --------------------- | ------------ | ------------ | --------------- | ---------- |
| Abteilungen           | 24           | 72           | 27              | 123        |
| Lernende              | 466          | 1342         | 447             | 2255       |

Quelle Fachstelle für Statistik Zug

## Sehenswürdigkeiten
- Die katholische Pfarrkirche St. Martin ist im 14. Jahrhundert entstanden. Das Kirchenschiff wurde von 1771 bis 1777 barockisiert. Ausser den spätbarocken Stuckaturen und Deckenmalereien sind im Inneren auch spätgotische Wandmalereien aus dem 16. Jahrhundert zu sehen. Die Kirchturmuhr wurde 1526 vom Winterthurer Uhrenmacher Laurentius Liechti hergestellt. Aus der Kirche stammt auch die Heiligengrabtruhe die heute im Museum Burg in Zug zu sehen ist.
- Die Friedhofskapelle St. Anna ist mit einer geschnitzten Holzdecke von 1508 versehen. Auf der Innenseite der südlichen Eingangswand sind die Wappen alter Baarer Familien zu sehen. An der nördlichen Außenwand dieses ehemaligen Beinhauses ist eine Darstellung  der „Dankbaren Toten“ erhalten geblieben (Mitte 16. Jahrhundert), die allerdings 1740 im Stil der Zeit restauriert wurde.[22] Das Wandgemälde zeigt den von einer Mauer umgebenen alten Friedhof und in dessen Mitte das Beinhaus mit aufgestapelten Totenschädeln, vor denen der von Räubern verfolgte Ritter für die Verstorbenen  betet. Die skelettartigen Toten kommen aus dem Beinhaus und aus den Gräbern hervor, bewaffnen sich mit Sensen und Hellebarden und vertreiben die drei Räuber.[23]
- Die reformierte Kirche, erbaut 1866 bis 1867 von Ferdinand Stadler, ist in neugotischem Stil gehalten.
- Das Rathaus, ein Fachwerkbau über gemauertem Sockel, wurde 1676 erbaut.
- Die Fabrikanlage Spinnerei an der Lorze mit den beiden Haupttrakten von 1852 bis 1857 bildet eine Gebäudegruppe, die für die Zeit der frühen Industrialisierung typisch ist.
- Die Ruine Wildenburg, südöstlich von Baar gelegen, war einer der Sitze der Ritter von Hünenberg und wurde im 14. Jahrhundert zerstört.
- Die Wallfahrtskapelle St. Wendelin im Ortsteil Allenwinden wurde 1594 erbaut.
- Die Höllgrotten sind eine Schauhöhle in der Nähe von Baar.
- Die Brauerei Baar stellt Schwarzbier, Weissbier und Maisbier her.

## Bildergalerie

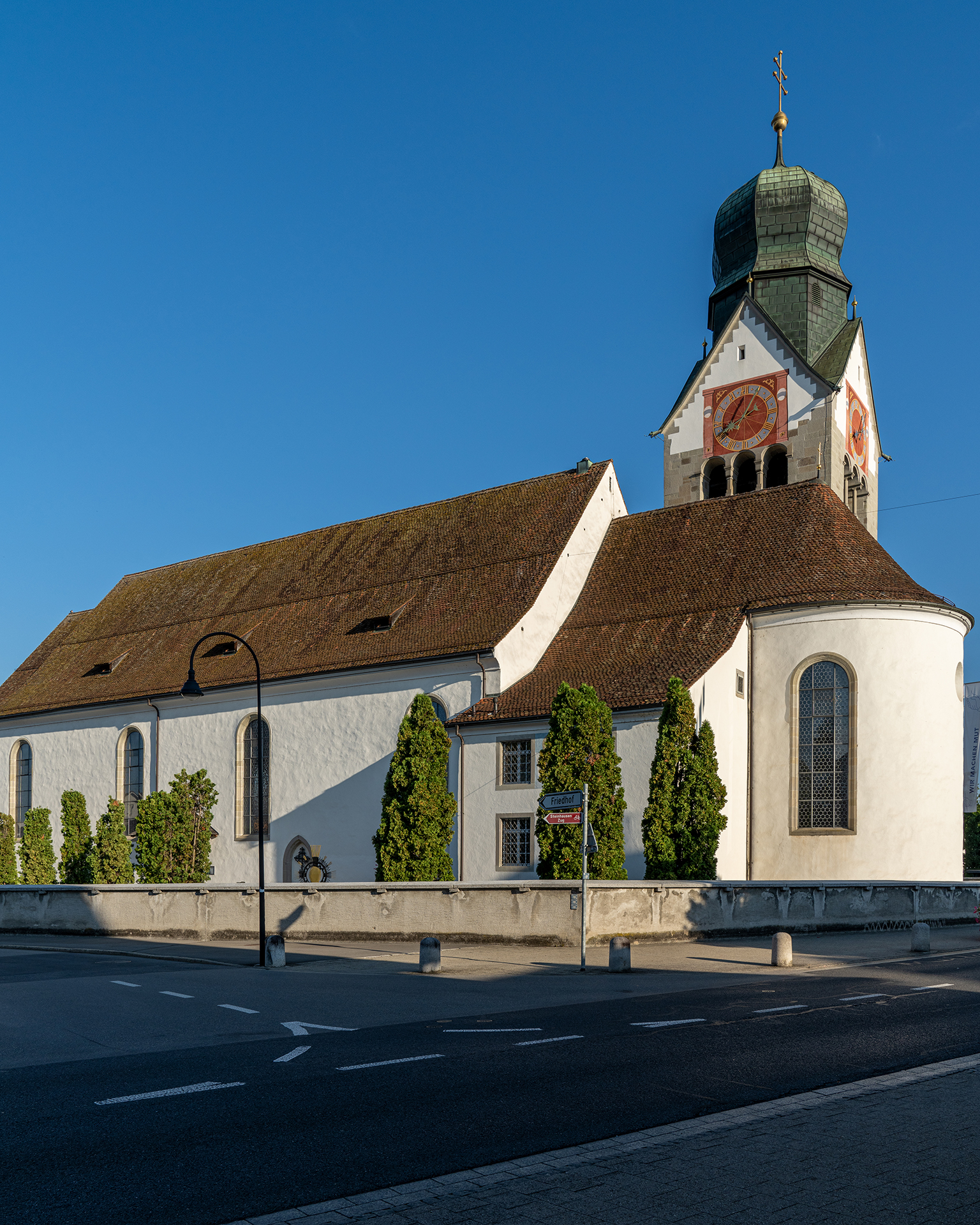
Katholische Kirche Sankt Martin
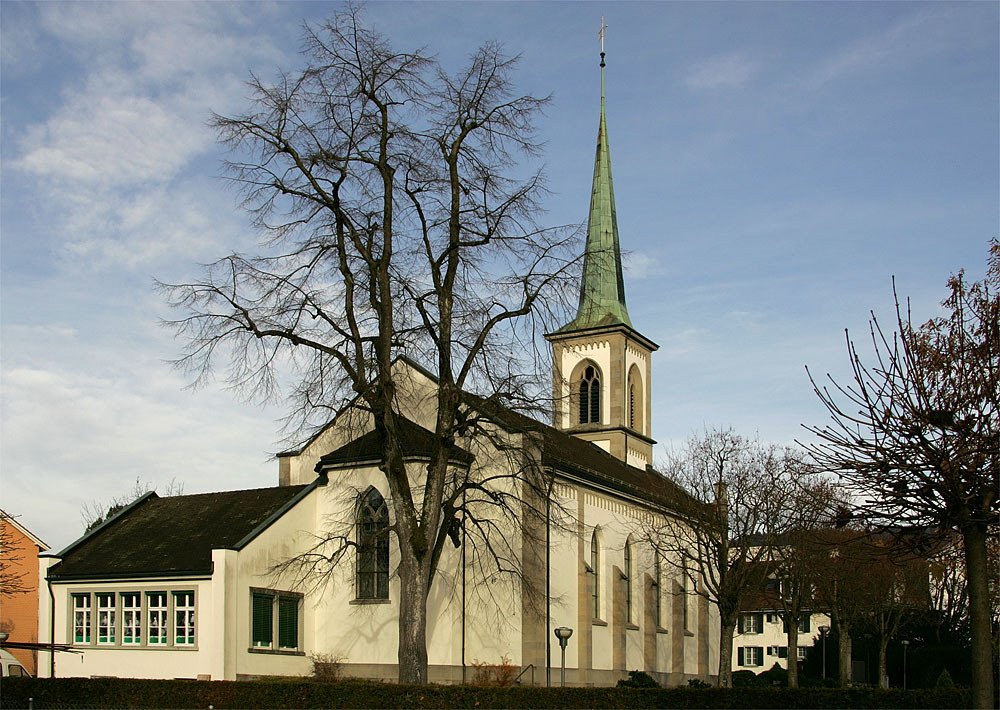
Reformierte Kirche
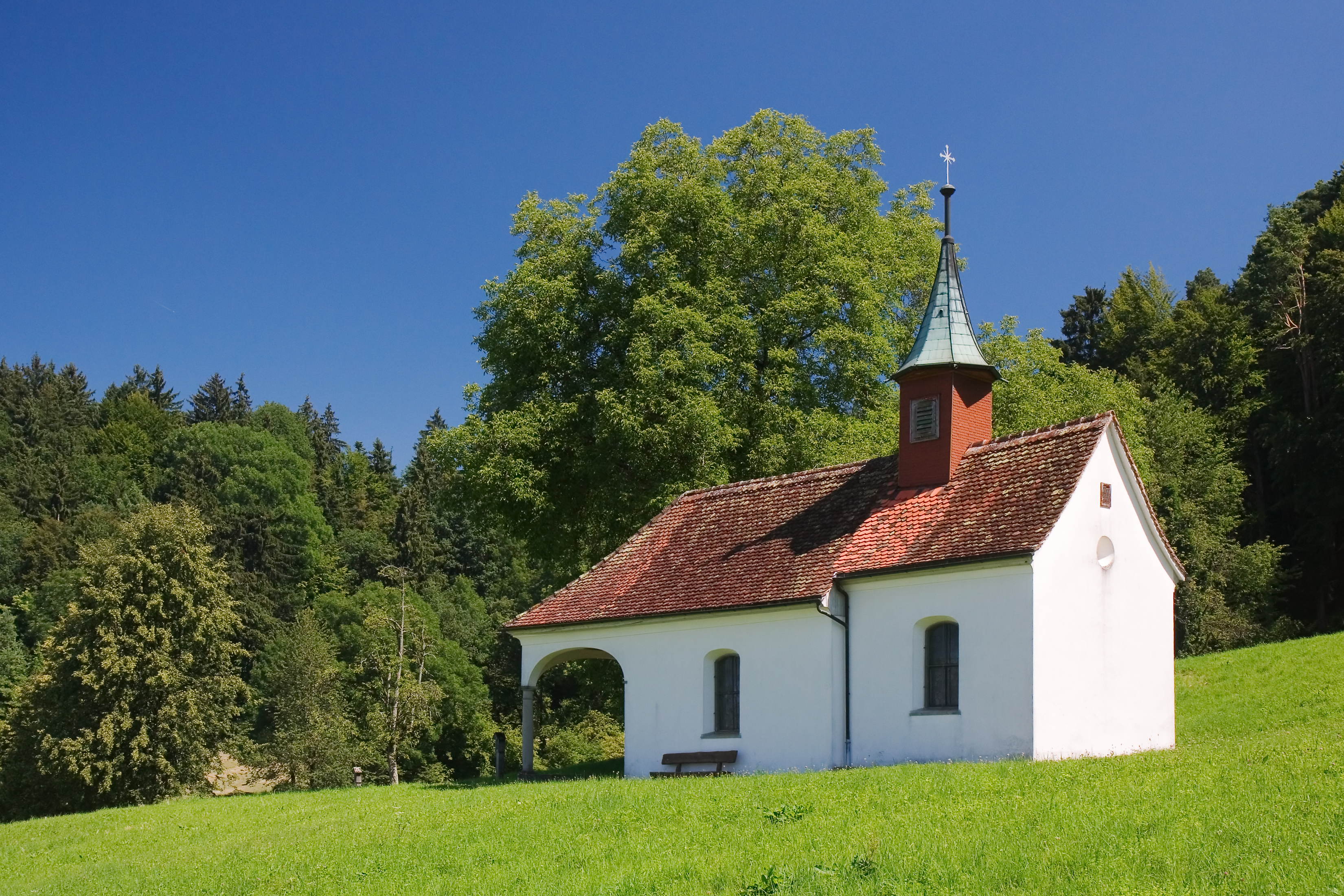
Heiligkreuzkapelle
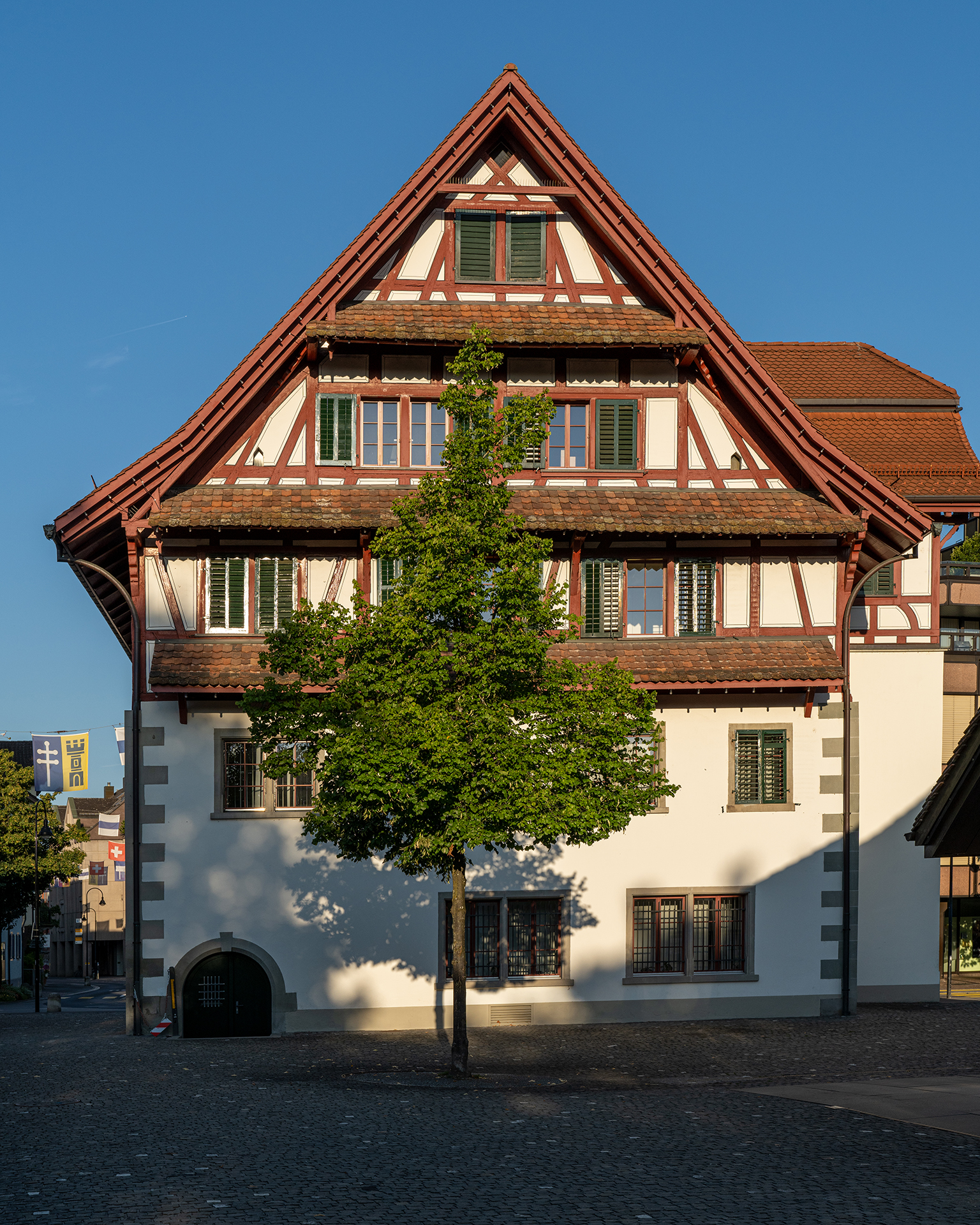
Rathaus
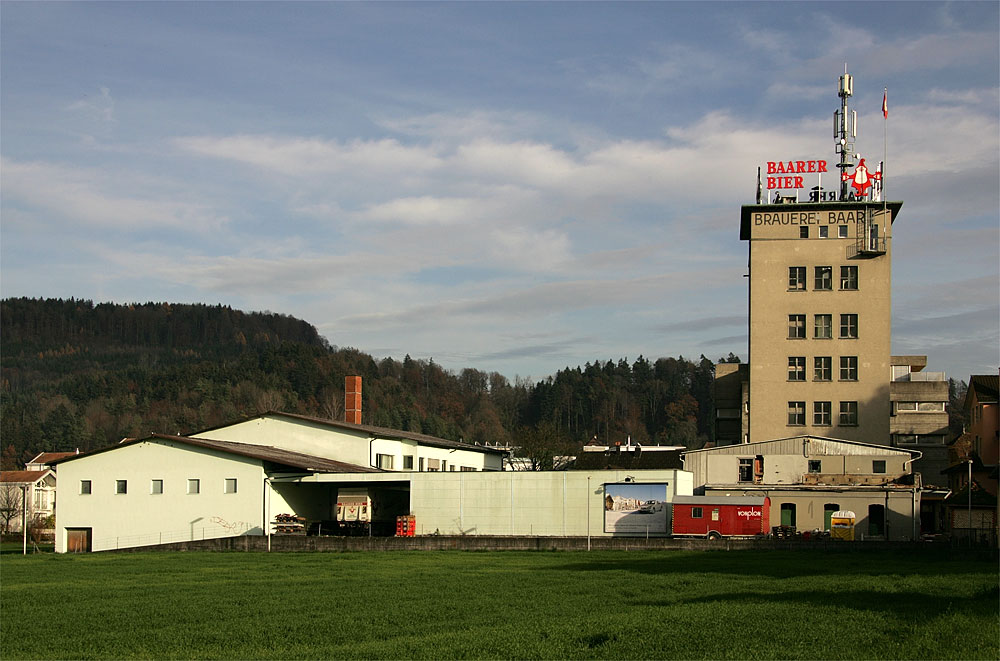
Brauerei Baar

## Persönlichkeiten

### Söhne und Töchter der Stadt
- Joseph Leonz Andermatt (1699–1770), Landvogt und Ammann
- Joseph Leonz Andermatt (1740–1817), General der Helvetischen Republik
- Martin Andermatt (* 1961), Fussballspieler und -trainer
- Nicolas Andermatt (* 1995), Fussballspieler
- Noam Baumann (* 1996), Fussballspieler
- Julius Bessmer (1864–1924), Jesuitenpater und Hochschullehrer
- Nicolas Bisig (* 1982), Musikschaffender und Rapper Fratelli-B
- Franz Josef Remigius Bossart (1777–1853), Orgelbaumeister
- Daniela Diaz (* 1982), Eishockeyspielerin
- Raphael Diaz (* 1986), Eishockeyspieler
- Jannik Fischer (* 1990), Eishockeyspieler
- Henri Frei (1899–1980), Indogermanist, Japanologe, Sinologe, Orientalist und Sprachwissenschaftler und Romanist
- Rainer E. Gut (1932–2023), Bankmanager
- Annemarie Huber-Hotz (1948–2019), Politikerin (FDP) und erste Bundeskanzlerin der Schweiz
- Max Huber (1919–1992), Grafiker
- Manu Koch (* 1972), Jazzmusiker
- Franz Krienbühl (1929–2002), Architekt und Eisschnellläufer
- Erich Langjahr (* 1944), Filmregisseur
- Ernst Lüthold (1904–1966), Komponist
- Brigitte McMahon (* 1967), Triathletin
- Rudolf Meier (1926–1995), Politiker (CVP)
- Moreno Merenda (* 1978), Fussballspieler
- Patricia Merz (* 1993), Ruderin
- Alfred Müller-Stocker (* 1938), Unternehmer und Stiftungsgründer
- Heidy Margrit Müller (* 1952), Germanistin und Hochschullehrerin
- Patrick De Napoli (* 1975), Fussballspieler, Nationalspieler
- Rapallo (1951–2005), Maler und Cartoonist
- Marcel Rohner (* 1964), Bobfahrer
- Noé Roth (* 2000), Freestyle-Skier, Weltmeister
- Heinrich IV. Schmid (1801–1874), der 50. Abt der Benediktinerabtei Einsiedeln
- Josef Leonz Schmid (1810–1880), Steinbruchunternehmer und Politiker
- Josef Leonz Schmid jun. (1854–1913), Jurist und Politiker
- Kurt Schmid (1932–2000), Ruderer
- Martin Schmid (1694–1772), Jesuit, Missionar, Musiker und Baumeister
- Rudolf Schmid (1888–1969), Jurist und Politiker
- Rolf Schweiger (1945–2025), Politiker (FDP) und Rechtsanwalt
- Ignatius Staub (1872–1947), Abt von Einsiedeln
- Josef Staub (1931–2006), Bildhauer, Plastiker, Maler und Zeichner
- Alois Strickler (1924–2019), Bergsteiger
- Silvia Thalmann-Gut, (* 1961), Politikerin
- Markus Uhr (* 1974), Künstler
- Hanspeter Uster (* 1958), Politiker (Alternative)
- Margrit Weber-Röllin (1937–2024), Politikerin (CVP), Frau Landammann von Schwyz
- Alex Wenger (* 1975), Multimedia-Künstler
- Manfred Züfle (1936–2007), Publizist und Schriftsteller

### Persönlichkeiten, die vor Ort gewirkt haben
- Otto Beisheim (1924–2013), Gründer des Metro-Konzerns, Mäzen
- Beat Villiger (* 1957), Politiker (Die Mitte), Regierungsrat
- Johan Neeskens (1951–2024), zweifacher niederländischer Vizeweltmeister, 1987–90 Spielertrainer beim FC Baar

## Sonstiges
Seit Jahren schwelt ein Konflikt um die 380-kV-Leitung Benken-Mettlen. Grundbesitzer, Lokalpolitiker und andere Dorfbewohner fordern eine Verlegung der Hochspannungsleitung unter den Boden, was die Betreiber EWZ und NOK jedoch ablehnen.